# Santiago Videla
Santiago Videla (Chile, 16 de enero de 1998) es un jugador profesional chileno de rugby que se desempeña en la posición de apertura en Miami Sharks, equipo perteneciente a la liga Major League Rugby.

## Carrera
En 2019, Videla se unió al equipo Selknam Rugby (2019-2023), después pasó a Miami Sharks, disputando su primera temporada en la Major League Rugby. También es parte de la Selección de rugby de Chile.